# Krija (rytuał)
Krija (dewanagari क्रिया, trl. kriyā) – hinduistyczna procedura religijna przeznaczona dla osób duchownych sprawujących opiekę nad adeptami lub obiektami kultu religijnego i czynnościami rytualnymi.

## Etymologia
Sanskryckie słowo krija pochodzi od cząstki kri, która oznacza czynić, reagować. Stąd posiada znaczenia czyn, rytuał.

## Recepcja
Przykładem krij tego typu mogą być rytuały wiszniuckiego tantrycznego nurtu pańćaratra. Ich pisma (samhity) zazwyczaj zawierają rozdział „Krija”. Taki typowy „Krijapada” objaśnia budowę świątyni i rytuały świątynne. Szczególne w nim miejsce zajmuje poświęcanie boskich wizerunków.